# 張灥生

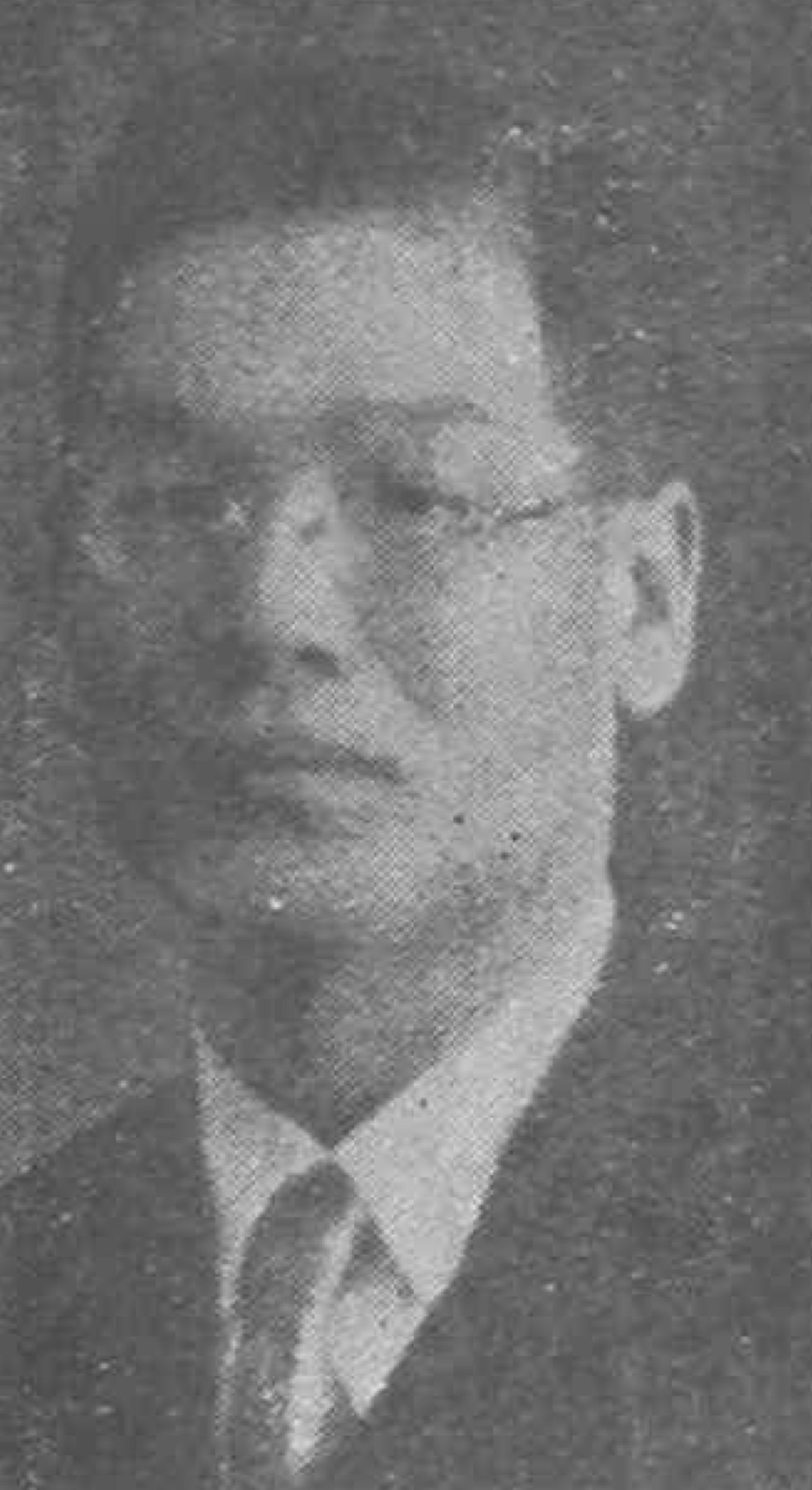
張灥生肖像

張灥生（1889年2月8日—1968年3月13日）臺灣彰化縣線東堡彰化街（今彰化縣彰化市）人，醫師、政治人物，曾任博愛醫院院長、臺中州協議會員、臺灣總督府評議會員。

## 生平
張灥生光緒十五年一月九日（1889年2月8日）出生於彰化街:234，祖父為慈善家張仲山，父張晏臣曾參與中法戰爭，1905年任南門口區長，母吳澤，張灥生是家中三男:149。
1900年3月就讀彰化公學校（今彰化縣彰化市中山國民小學），5年後畢業:131，入臺灣總督府醫學校預科:149，1910年4月自本科畢業:234:131，前往林本源博愛醫院擔任醫員（醫師）:149，專長為小兒科:234，亦有投入臨床研究:394。1912年5月自醫院辭職:149，7月:149在臺中開設博愛醫院:234:121，為院長:149，後於1921年6月擔任臺中市協議會員，8月任臺中市衛生委員，1924年10月為臺中州協議會員:234:131。
1925年6月獲贈紳章:121:394，1928年11月獲授予大禮紀念章:234，1930年加入臺灣地方自治聯盟:150:121，同年通過臺灣醫學得業士認定試驗，赴臺北醫學專門學校研習，翌年畢業，任彰化銀行監察員:121。
張灥生於1937年至1944年擔任臺灣總督府評議會員，1939年1月為帝國在鄉軍人會臺中州聯合分會顧問囑託（特聘人員），後在恩賜財團軍人救護會，國民精神總動員本部任職:150，亦曾被臺灣總督府指定為菸酒賣捌人（中盤商）:150，並任皇民奉公會本部職務及臺灣奉公醫師團中央本部理事、協贊信用組合長等:150。
臺灣戰後時期繼續在博愛醫院擔任院長，同時為彰化商業銀行（彰化銀行前身）董事及監察人:150、臺中市第二信用合作社理事主席、中央書局董事、臺中市醫師公會顧問。1945年與林獻堂、葉榮鐘等人籌辦《中報》:150，亦曾與金關丈夫、蔡滋浬等人發表關於蘭嶼居民、閩、粵一帶人種的手掌紋路之論文，同時調查臺灣原住民族的頭蓋骨:150。張灥生晚年因年紀已大，不再參與社會活動，最終於1968年3月13日上午過世於臺北，31日於臺中中山堂舉行告別式。